# Stampa Sera
La Stampa Sera è stata l'edizione pomeridiana della Stampa, storico quotidiano di Torino.

## Storia

Omar Sívori legge una copia della Stampa Sera dal barbiere nel 1957

Il primo numero uscì il 31 dicembre 1930. All'inizio non si trattava di una testata autonoma, uscendo con lo stesso titolo della Stampa. Dal 15 aprile 1931 apparve la testata La Stampa della Sera, titolo accorciato in Stampa Sera dal 16 maggio 1936.
Il 26 aprile 1945 le pubblicazioni furono sospese per ordine del Comitato di Liberazione Nazionale a causa della collusione della proprietà con la Repubblica Sociale Italiana. La testata venne sostituita dal quotidiano indipendente Giornale di Torino, edito dall'8 aprile 1946. Il 16 aprile 1947 la Nuova Stampa Sera ereditò tipografia e redazione del Giornale di Torino, riassumendo dal 1º gennaio 1959 il nome di Stampa Sera.
Il quotidiano non usciva la domenica, mentre negli altri giorni festivi usciva di mattina anziché di pomeriggio; il lunedì mattina (anche festivo) sostituiva inoltre in edicola La Stampa con la dicitura aggiuntiva "del Lunedì". Tra i giornalisti che vi lavorarono, si segnalarono Giulietta Rovera, Vittorio Messori, Guido Seborga, Franco Medri e Furio Colombo, il quale intervistò Pier Paolo Pasolini il giorno prima della morte, nell'articolo Siamo tutti in pericolo.
Nel 1982 Stampa Sera ebbe una tiratura media di 134 498 copie, ma da qui iniziò il declino della testata; non prima, nell'ultima fase della sua storia, di pubblicare la prima rubrica di telematica apparsa sui quotidiani italiani, curata da Franco Carcillo. Le pubblicazioni terminarono il 18 aprile 1992 a causa dell'ormai insufficiente vendita di copie: 10 000 circa contro le 22 000 necessarie per equilibrare il bilancio economico.
Dal 1999 al 2002 la sua eredità fu brevemente raccolta da Torino Sera.